# برنتانو ۸۰۵۴
سیارک ۸۰۵۴ (به انگلیسی: 8054 Brentano، نامگذاری:4581P-L) هشت هزار و پنجاه و چهارمین سیارک کشف شده‌است که در ۲۴ سپتامبر ۱۹۶۰ کشف شد.
قدر مطلق سیارک برابر ۱۴٫۱۰ است.